# Bahama's op de Olympische Zomerspelen 1988
De Bahama's namen deel aan de Olympische Zomerspelen 1988 in Seoul, Zuid-Korea. 

## Deelnemers

### Atletiek
| Olympiër               | Discipline             | Resultaat | Prestatie                                                                   |
| ---------------------- | ---------------------- | --------- | --------------------------------------------------------------------------- |
| Fabian Whymns          | 100m (m)               | 58e       | serie 3: 4e in 10,70                                                        |
| Derrick Knowles        | 110m horden (m)        | 26e       | serie 3: 4e in 14,22 kwartfinale 3: 6e in 14,30                             |
| Steve Hanna            | verspringen (m)        | 24e       | kwalificatie groep B: 12e met 7,54m                                         |
| Norbert Elliott        | hink-stap-springen (m) | 10e       | kwalificatie groep B: 4e met 16,43m finale: 10e met 16,19m                  |
| Patterson Johnson      | hink-stap-springen (m) | 20e       | kwalificatie groep B: 12e met 16,03m                                        |
| Frank Rutherford       | hink-stap-springen (m) | 26e       | kwalificatie groep A: 11e met 15,84m                                        |
| Troy Kemp              | hoogspringen (m)       | 20e       | kwalificatie: 20e met 2,19m                                                 |
| Brad Cooper            | discuswerpen (m)       | 16e       | kwalificatie groep B: 9e met 59,74m                                         |
|                        |                        |           |                                                                             |
| Pauline Davis-Thompson | 100m (v)               | 9e        | serie 2: 1e in 11,20 kwartfinale 1: 4e in 11,21 halve finale 2: 6e in 11,12 |
| Pauline Davis-Thompson | 200m (v)               | 11e       | serie 7: 2e in 23,08 kwartfinale 4: 3e in 22,92 halve finale 1: 7e in 22,67 |
| Shonel Ferguson        | verspringen (v)        | 18e       | kwalificatie groep B: 9e met 6,34m                                          |
| Laverne Eve            | speerwerpen (v)        | 16e       | kwalificatie groep A: 8e met 60,02m                                         |

### Boksen
| Olympiër      | Discipline | Resultaat | Prestatie                                                                                                 |
| ------------- | ---------- | --------- | --- |
| Andre Seymour | -57kg (m)  | 58e       | 1e ronde: W van PHI Dollente: 5-0 2e ronde: W van FIN Eskelinen: walk-over 3e ronde: V van POL Nowak: 0-5 |

### Schoonspringen
| Olympiër     | Discipline   | Resultaat | Prestatie                        |
| ------------ | ------------ | --------- | -------------------------------- |
| Lori Roberts | 3m plank (v) | 27e       | voorronde: 27e met 292,95 punten |

### Zeilen
| Olympiër                     | Discipline | Resultaat | Prestatie                           |
| ---------------------------- | ---------- | --------- | ----------------------------------- |
| Durward Knowles Steven Kelly | star       | 19e       | 136 punten: (18-19-17-17-11-18-DNC) |

### Zwemmen
| Olympiër        | Discipline          | Resultaat | Prestatie                 |
| --------------- | ------------------- | --------- | ------------------------- |
| Garvin Ferguson | 50m vrije slag (m)  | 32e       | serie 1: 1e in 24,25 (NR) |
| Garvin Ferguson | 100m vrije slag (m) | 48e       | serie 1: 1e in 53,62      |

Afghanistan · Algerije · Amerikaanse Maagdeneilanden · Amerikaans-Samoa · Andorra · Angola · Antigua en Barbuda · Argentinië · Aruba · Australië · Bahama’s · Bahrein · Bangladesh · Barbados · België · Belize · Benin · Bermuda · Bhutan · Birma · Bolivia · Bondsrepubliek Duitsland · Botswana · Brazilië · Britse Maagdeneilanden · Brunei · Bulgarije · Burkina Faso · Canada · Centraal-Afrikaanse Republiek · Chili · China · Chinees Taipei · Colombia · Congo-Brazzaville · Cookeilanden · Costa Rica · Cyprus · Denemarken · Djibouti · Dominicaanse Republiek · Duitse Democratische Republiek · Ecuador · Egypte · El Salvador · Equatoriaal-Guinea · Fiji · Filipijnen · Finland · Frankrijk · Gabon · Gambia · Ghana · Grenada · Griekenland · Groot-Brittannië · Guam · Guatemala · Guinee · Guyana · Haïti · Honduras · Hongarije · Hongkong · Ierland · IJsland · India · Indonesië · Irak · Iran · Israël · Italië · Ivoorkust · Jamaica · Japan · Joegoslavië · Jordanië · Kaaimaneilanden · Kameroen · Kenia · Koeweit · Laos · Lesotho · Libanon · Liberia · Libië · Liechtenstein · Luxemburg · Malawi · Malediven · Maleisië · Mali · Malta · Marokko · Mauritanië · Mauritius · Mexico · Monaco · Mongolië · Mozambique · Nederland · Nederlandse Antillen · Nepal · Nieuw-Zeeland · Niger · Nigeria · Noord-Jemen · Noorwegen · Oeganda · Oman · Oostenrijk · Pakistan · Panama · Papoea-Nieuw-Guinea · Paraguay · Peru · Polen · Portugal · Puerto Rico · Qatar · Roemenië · Rwanda · Saint Vincent en de Grenadines · Salomonseilanden · Samoa · San Marino · Saoedi-Arabië · Senegal · Sierra Leone · Singapore · Soedan · Somalië · Sovjet-Unie · Spanje · Sri Lanka · Suriname · Swaziland · Syrië · Tanzania · Thailand · Togo · Tonga · Trinidad en Tobago · Tsjaad · Tsjecho-Slowakije · Tunesië · Turkije · Uruguay · Vanuatu · Venezuela · Verenigde Arabische Emiraten · Verenigde Staten · Vietnam · Zaïre · Zambia · Zimbabwe · Zuid-Jemen · Zuid-Korea · Zweden · Zwitserland